# بنیامین نهاوندی
بنیامین بن موسی نهاوندی (به عبری:בנימין אלנהאונדי) پزشک یهودی ایرانی در پایان سدهٴ هشتم و آغاز سدهٴ نهم میلادی در نهاوند ایران برآمد. او اساس قرائیم را که عنان ابن داوود آغاز کرده بود (نیمهٴ دوم سدهٴ هشتم) با تأکید بر ارزش تفکر آزاد تکمیل کرد. تحقیق یک وظیفه‌است، و خطاهایی که بر اثر تحقیق روی می‌دهد تولید گناه نمی‌کند. او شروحی بر عهد عتیق، غالباً به زبان عربی نوشت؛ آثاری هم به زبان عبری تألیف کرد. وی را از بزرگ‌ترین عالمان یهودیت قرائی در قرون وسطا می دانند.